# Schwenningen (Sigmaringen)
Schwenningen est une commune allemande du Bade-Wurtemberg, dans l'arrondissement de Sigmaringen.

## Géographie

### Situation geographique
La commune de Schwenningen est située à l'altitude de 870 m dans le Naturpark Obere Donau au sud-ouest du Jura souabe. À l'ouest de Schwenningen il y a le sommet le plus élevé, le Schnaitkopf à 921 m de l'arrondissement de Sigmaringen.

## Culture et monuments
- l'église de St. Kolumban
- la chapelle d'Antonius
- la chapelle de Wendelinuskapelle
- la chapelle de Lourdeskapelle
- Artisanat au bâtiment scolaire ancien